# Michael Palliser
Sir Arthur Michael Palliser GCMG PC (9. dubna 1922 – 19. června 2012) byl britský diplomat. Jeho otcem byl Arthur Palliser. Vzdělával se na Wellington College a Merton College. V roce 1948 se jeho manželkou stala Marie Marguerite Spaak, jejímž otcem byl Paul-Henri Spaak. Jejich syn, malíř Anthony Palliser, se narodil v roce 1949. Dalším synem byl Peter, který je scenáristou a Nicholas je herec. V roce 1983 mu bylo uděleno ocenění Privy Council. Jeho manželka Marie zemřela v roce 2000.